# 풍산개 (영화)
《풍산개》는 윤계상과 김규리가 주연을 맡은 2011년 한국영화이다. 김기덕 감독이 각본과 제작을 맡았고 송병준이 감독을 맡았다.
메이저영화사와 충무로 시스템과 불편한 관계인 김기덕 감독 제작으로 화제가 되었다.

## 줄거리
비무장지대를 혈혈단신 오가는 위험한 일을 하는 산(윤계상)이 북한 여인 인옥(김규리)을 남으로 데려오면서 펼쳐지는 남북 대치 스릴러이다.

## 캐스팅

### 주요 인뮬
- 윤계상: 풍산 역
- 김규리: 인옥 역

### 그 외 인물
- 김종수 : 북한 최고위층 망명객 역
- 한기중 : 과장 역
- 최무성 : 팀장 역
- 유하복 : 북한 간부 역
- 배용근 : 늑대 역
- 위지웅 : 초병 1 역
- 김정팔 : 암살단 1 역
- 조재룡 : 암살단 2 역
- 이낙준 : 암살단 3 역
- 김영훈 : 암살단 4 역
- 김진성 : 고문요원 역
- 진선규 : 북파 고문하는 북한군 역
- 김윤태 : 경호대장 역
- 이치미치 마오
- 이경래 : 유품남 역
- 김범준 : 요원 2 역
- 박은빈
- 배일호